# Thomas Macaulay
Thomas Babington Macaulay, 1. baron Macaulay z Rothley (25. října 1800 Rothley-Temple, Leicestershire – 28. prosince 1859 Londýn) byl britský historik, esejista, liberální politik za stranu whigů a básník. Působil jako člen koloniální vlády v Indii v letech 1834–1838 a zasloužil se o zavedení anglického jazyka do tamního politického a vzdělávacího systému. Jeho nejznámějším historickým dílem jsou Dějiny Anglie od nástupu Jakuba II. (česky vyšlo jako Dějiny anglické).